# ジョージ・スムート
ジョージ・フィッツジェラルド・スムート3世（George Fitzgerald Smoot III、1945年2月20日 - ）は、アメリカ合衆国の天体物理学者。カリフォルニア大学バークレー校物理学教授。
1989年にアメリカ航空宇宙局（NASA）が打ち上げた人工衛星COBE（宇宙背景放射探査機）による観測でジョン・マザーとともに主導的な役割を果たし、宇宙マイクロ波背景放射が完全な均一ではなく、わずかな異方性（揺らぎ）があることを発見した。ビッグバン理論ではこの異方性が成長して現在の宇宙を形づくる銀河などの基となったとされ、スムートの分析結果はビッグバン理論を強力に裏付けるものとなった。
2006年、「宇宙マイクロ波背景放射の異方性の発見」により、ジョン・マザーとともにノーベル物理学賞を受賞した。

## 経歴と業績
フロリダ州ジャクソンビル生まれ。理科の教師であった両親やアーサー・C・クラークのSF小説の影響で科学に興味を持ち、科学者への道を志した。マサチューセッツ工科大学で数学と物理学を学んで1966年に両方の学士号を取得し、さらに1970年に素粒子に関する研究で物理学の博士号を取得した。
その後、研究分野を宇宙論に変え、カリフォルニア大学バークレー校へ移った。ここではローレンス・バークレー国立研究所のルイス・アルヴァレズのもと、HAPPE（High-Altitude Particle Physics Experiment; 高高度素粒子物理学実験）に参加した。HAPPEとは成層圏に浮かべた気球で反物質の検出を目指そうとするもので、最終的にはビッグバンの証拠を見つけることを目的としていた。当時の宇宙生成理論のいくつかは反物質が宇宙にありふれたものであるとしていたが、HAPPEの実験結果はその理論を否定するものだった。
次いでスムートはアーノ・ペンジアスとロバート・W・ウィルソンによって発見された宇宙マイクロ波背景放射に興味を持った。当時の宇宙構造に関するあるモデルは、宇宙が回転していることとその結果として宇宙マイクロ波背景放射が方向に依存して変化することを予言していた。アルヴァレとリチャード・ミュラーの支援を受けて彼は差分マイクロ波ラジオメータ (Differential microwave radiometer; DMR)を開発し、1976年にDMRを高高度偵察機U-2に搭載して宇宙マイクロ波背景放射を測定する実験を行なった。結果、宇宙が回転しているということは（実験誤差の範囲内で）否定され、宇宙が全ての方向に均一に膨張していることが発見された。また、観測された双極子効果によって我々の銀河が移動している方向と速度が求められるようになった。

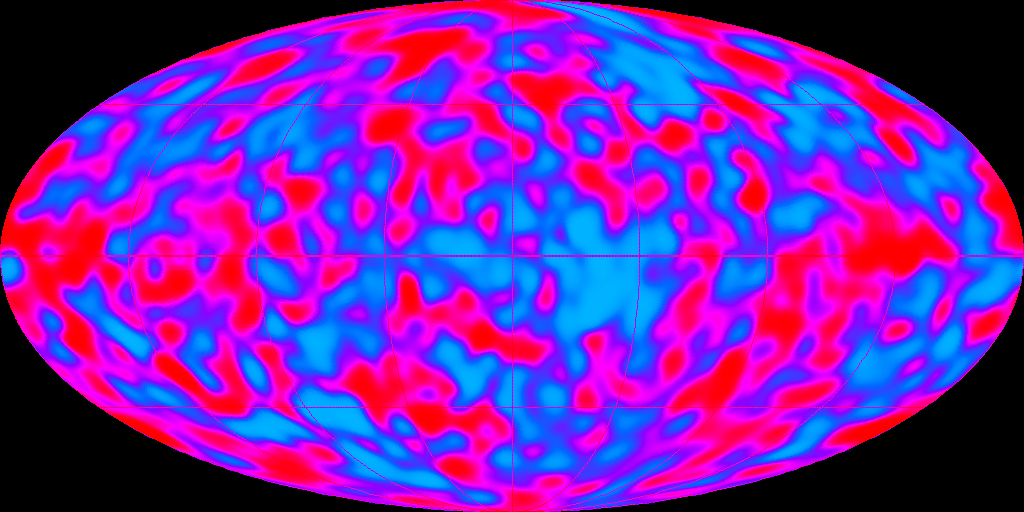
COBEによって観測された宇宙マイクロ波背景放射の揺らぎ

1974年、スムートは公募されたNASAの天文学ミッションに人工衛星を使用した宇宙マイクロ波背景放射の観測を申し込んだ。彼のグループと他の2グループが宇宙マイクロ波背景放射の研究を応募しており、NASAはこの3つをまとめたCOBEの打ち上げを計画した。1988年に予定されていたスペースシャトルによる打ち上げはチャレンジャー号爆発事故によって中止されたが、衛星の小型化が行なわれた後、COBEは1989年11月18日にデルタロケットで打ち上げられた。1991年前半までにスムートのグループは全天の宇宙マイクロ波背景放射のマッピング観測を終え、わずか 1/100,000 の揺らぎの測定に成功した。観測結果に地球や周囲の天体からの誤差が含まれていないかの入念な確認が行なわれたのち、1992年にアメリカ物理学会でこの結果が発表された。
ビッグバン理論では、初期の温度揺らぎによって宇宙の物質密度が不均一になり、星や銀河が生まれたと考えられている。スムートらを筆頭とするCOBEチームの業績の重要性は、推測に過ぎなかったこの揺らぎを実際に定量的に観測し、宇宙論を推測から大きく前進させたことにある。COBEの観測結果により、インフレーション理論や暗黒物質に関する研究も活発化した。
2008年、韓国・梨花女子大学校に新しく設置された初期宇宙研究所(Institute for the Early Universe)の初代所長に就任した。

## 賞・叙勲
- アーネスト・ローレンス賞 (1994年)[4]
- アルベルト・アインシュタイン・メダル (2003年)[5]
- グルーバー賞 宇宙論部門 (2006年) ※COBEチームの一員として[6][7]
- ノーベル物理学賞 (2006年)
- エルステッド・メダル (2009年)[8]

## 著書
- 宇宙のしわ（ジョージ・スムート、ケイ・デイヴィッドソン著。林一訳。1995年、草思社刊）
  1. 上巻 ISBN 4-7942-0666-6
  2. 下巻 ISBN 4-7942-0667-4

## 出演
- ビッグバン★セオリー/ギークなボクらの恋愛法則 シーズン2・17話